# ジプシー・ローズ

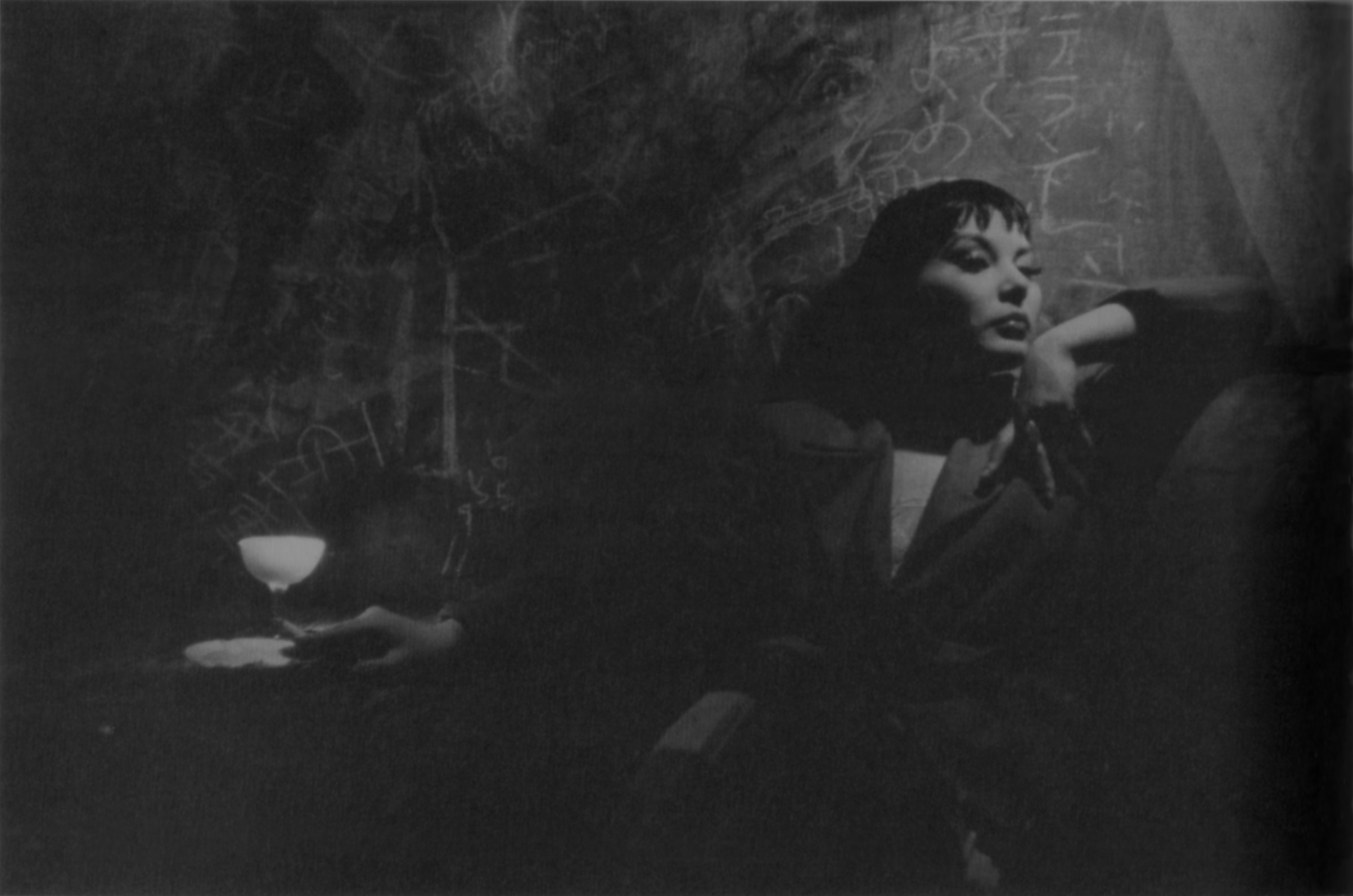
「ジプシー・ローズ」(1956年、東京・新宿の酒場「どん底」にて。秋山庄太郎撮影)

ジプシー・ローズ（1934年12月18日（又は1935年12月18日） - 1967年4月20日）は、福岡県大牟田市出身のストリッパー。本名は志水敏子（トシ子）。身長162cm、体重58kg。

## 生涯
幼少時より日本舞踊、バレエを習い、女優を目指し、長谷川一夫主宰の「ロマンス座」と共に1949年に上京すると、進駐軍のキャンプ周りの踊り子を経て、15歳で浅草常盤座でローズ・マリーという芸名でデビューした。彼女の資質を見込んだ元俳優の演出家正邦乙彦の演出の下、作家の田中小実昌が「混血かと思っていた」という日本人離れしたエキゾチックな容姿と、厳しい訓練の上で習得した腰を激しく回転させるグラインドという大胆なダンステクニックで人気を博し、昭和20年代後半には「ストリップの女王」と呼ばれた。
版画家の棟方志功は彼女を「肉体の神である」と讃え、作品アメノウズメノミコトは彼女をモデルとして描かれたという。
ジプシーローズは17歳で東劇バーレスクルーム出演、その見事な肉体と芸で永井荷風、村松梢風、林房雄、舟橋聖一といった作家達まで虜にした。彼女の演目は大入りを続けていたものの、1954年1月に親会社の松竹の方針で突然打ち切られることになった。しかし人気絶頂であった彼女は日本全国の劇場から誘いを受け、巡業する。巡業後、東京日劇ミュージックホールと2年間の契約をするが、この契約には正邦は含まれておらず彼は別巡業に出ることになり、彼女は信頼を寄せる正邦から離れて踊ることになった。
彼女は東京日劇ミュージックホールでも大人気を獲得したものの、そのことで他のダンサー達の反感を買い虐めを受けることになり、加えて彼女のグラインドダンスが扇情的過ぎるということで、当局から禁止されてしまう。得意な売り技を封じられたことによる焦りや、正邦のいない孤独、他ダンサーからの嫌がらせのストレスを紛らわすため、彼女はこの頃から酒に溺れるようになった。正邦が巡業から戻った頃には、既に彼が驚くほど、アルコールが彼女の心身を蝕んでおり、正邦が酒から離そうとしても成功しなかった。
酒量は増え続け、それと共に彼女と肉体と踊りと人気とは衰えていき、段々と場末の小屋へと追いやられ、やがては地方の小屋主から「あれはジプシーローズではない」とまで言われる状態になったことから、正邦は1965年に彼女をストリッパーを引退させた。妻子を捨てて、ジプシーローズと運命を共にすることを選んだ正邦と、山口県防府市でスナックを開店したが、その2年後にアルコール中毒による心臓麻痺で死去した。享年32。
その死に際し、彼女のファンであった田中小実昌は「ジプシー・ローズが死んだ」という一文を寄せた。

## 関連作品
- 映画『実録ジプシー・ローズ』（1974年日活製作、監督：西村昭五郎、演：ひろみ麻耶）
- ジプシー・ローズ『裸の自叙伝―ストリップ半生記』久保書店、1966年、ASIN B000JA9GUG
- 近藤啓太郎『裸の女神―ジプシー・ローズの生涯』文藝春秋、1968年、ASIN B000JA438G
- 小柳詳助『G線上(ジー・ストリング)のマリア―ジプシー・ローズ・ブルーノート』現代史出版会、1982年、ISBN 4-198-12583-X